# Wheatland (Kalifornia)
Wheatland város az Amerikai Egyesült Államok Kalifornia államában, Yuba megyében. Lakosainak száma 3712 fő (2020. április 1.).

## Népesség
A település népességének változása:
| Lakosok száma | 1280 | 3456 | 3712 |
|               | 1970 | 2010 | 2020 |